# Pucalá (distrito)
Pucalá é um distrito do Peru, departamento de Lambayeque, localizada na província de Chiclayo.

## Transporte
O distrito de Pucalá é servido pela seguinte rodovia:
- LA-117, que liga a cidade de Saña ao distrito de Patapo
- LA-118, que liga a cidade de Cayalti ao distrito de Chongoyape [1][2][3]